# Телма Ритер
Телма Ритер (енгл. Thelma Ritter) је била америчка глумица, рођена 14. фебруара 1902. године у Њујорку, а преминула 5. фебруара 1969. године у Њујорку.

## Филмографија
| Улоге Телма Ритер |                   |               |       |          |
| Година            | Српски назив      | Изворни назив | Улога | Напомена |
| 1950.             | Све о Еви         |               |       |          |
| 1954.             | Прозор у двориште |               |       |          |